# Ritratto di Chaïm Soutine (Hébuterne)
Il Ritratto di Chaïm Soutine è un dipinto a olio su tela realizzato dalla pittrice francese Jeanne Hébuterne.

## Storia
Il dipinto è stato esposto al palazzo reale di Milano in occasione della mostra Amedeo Modigliani: L'angelo dal volto severo (2003).
È stato in mostra al Bunkamura Museum of Art di Tokyo, al Museo di Arte Contemporanea di Sapporo, al Daimaru Museum Umeda di Osaka, allo Shimane Art Museum e al Museo prefetturale di Yamaguchi in occasione della mostra Modigliani et Hébuterne, le couple tragique (2007).
L'opera è stata venduta da Christie's per 73.000 euro a Parigi il 2 dicembre 2008.

## Descrizione
I colori caldi e freddi coesistono fino a creare un forte effetto espressivo che presenta tratti di inquietudine, così come lo sguardo profondo di Soutine, ritratto in atteggiamento da dandy, evocando così i molteplici lati di una personalità passionale e tormentata.